# Polioptila dumicola
Polioptila dumicola là một loài chim trong họ Polioptilidae.